# Ruth Price (jazzzangeres)
Ruth Price (27 april 1938) is een Amerikaanse jazzzangeres.
Price was oorspronkelijk een balletdanseres; in 1952 voltooide ze een dansopleiding. In 1954 zong ze in het orkest van Charlie Ventura, later werkte ze als zangeres en danseres in Philadelphia en New York. In 1955 nam ze haar eerste album op, in 1956 volgde een tweede, waarbij ze werd begeleid door gitarist Johnny Smith. Rond 1957 ging ze naar Hollywood, waar ze een plaat opnam met een band met onder meer Shelly Manne. In 1964/1965 toerde ze met het orkest van Harry James. Sinds 1992 heeft ze een jazzclub, Jazz Bakery in Culver City.

## Discografie
- My Name IS Ruth Price: I Sing, Kapp Records, 1955
- Ruth Price, Roost Records, 1956
- The Party's Over, Kapp, 1957
- Ruth Price With Shelly Manne & His Men at the Manne-Hole, Contemporary, 1961
- Live and Beautiful, Ava, 1963
- Lucky to Be Me, ITI, 1983

- Biblioteca Nacional de España: XX1547797
- Bibliothèque nationale de France: cb16144939g (data)
- International Standard Name Identifier: 0000 0000 7140 1195
- Library of Congress Control Number: n94075140
- MusicBrainz: 849ea96f-b6c4-4d02-9a1f-f7a4afe18183
- Virtual International Authority File: 87276853
- WorldCat: E39PBJvxr7By3FkBxXqPTTwwG3